# کوریتنا
کوریتنا (به چکی: Korytná) یک منطقهٔ مسکونی در جمهوری چک است که در ناحیه اوهرسکه هرادیشتی واقع شده‌است. کوریتنا ۱۲٫۷۸ کیلومتر مربع مساحت و ۹۶۵ نفر جمعیت دارد و ۲۴۰ متر بالاتر از سطح دریا واقع شده‌است.